# Аркатов, Александр Аркадьевич
Александр Аркадьевич Аркатов (настоящая фамилия Могилевский, 1888—1961) — российский театральный критик, сценарист и кинорежиссёр. Автор фильмов о судьбах людей, живших за чертой еврейской оседлости. Один из классиков немого кино. 

## Биография
Родился в семье служащего и акушерки. Работал журналистом, театральным критиком. В кино с 1911 года. Один из основоположников советской «агитки». С начала 1920-х годов в США.
Брат — еврейский театральный актёр Александр Могилевский

## Фильмография
- 1911 — Скрипка (драма из еврейской жизни на сюжет одноимённого рассказа В. Герцмана) (не сохранился)
- 1912 — Бог мести (экранизация одноимённой пьесы Шолома Аша) (не сохранился)
- 1912 — Война XX века (юмористическое изображение войны) (не сохранился)
- 1912 — Кара божия (из русской современной жизни) (не сохранился)
- 1912 — Рахиль (из еврейской жизни) (не сохранился)
- 1913 — Горе Сарры (из еврейской жизни; сюжет построен на обычае требовать развода для бездетных супругов) (сохранился не полностью)
- 1914 — Волгари (бытовая драма из жизни волжского купечества) (сохранился не полностью)
- 1915 — В чаду опиума (драма из жизни высшего света) (не сохранился)
- 1915 — Дети Ванюшина (экранизация одноимённой пьесы С. Найдёнова по сценарию автора) (не сохранился)
- 1915 — Дневник поруганной женщины (психологическая драма «по мемуарам актрисы К.») (не сохранился)
- 1915 — Загубленная жизнь (любовная бульварная драма с банальным сюжетом) (не сохранился)
- 1915 — Катерина-душегубка (экранизация повести Н. С. Лескова «Леди Макбет Мценского уезда») (не сохранился)
- 1915 — Кровавый Восток (национально-патриотический фильм из жизни Армении с острым приключенческим сюжетом) (не сохранился)
- 1915 — Любовь и забава (любовная сентиментальная кинодрама с пошловатым мелодраматическим сюжетом) (не сохранился)
- 1915 — Невский проспект (экранизация одноимённой повести Н. В. Гоголя) (не сохранился)
- 1915 — Отцвели уж давно хризантемы в саду (сентиментальная кинодрама с уголовным надуманным сюжетом и искусственно пригнанный обрамлением — романсом «Отцвели уж давно хризантемы в саду») (не сохранился)
- 1915 — Русские женщины (не сохранился) — ?
- 1915 — Скальпированный труп (уголовная кинодрама по материалам сенсационного процесса известного авантюриста инженера Гилевича; вторая серия была выпущена после революции 1917 года) (сохранился не полностью: 2 части из 4-х 1-й серии из 2-х)
- 1915 — У пылающего горна (мелодрама из деревенской жизни) (не сохранился)
- 1915 — Упырь (не сохранился) — ?
- 1916 — Ах, зачем эта ночь так была хороша (экранизация популярной народной песни)
- 1916 — Была без радости любовь (любовная драма с банальным сюжетом; интересна актёрской игрой) (не сохранился)
- 1916 — Вчера я видел вас во сне (шаблонная драма легкомысленной женщины, проходящей мимо настоящей любви; название картины ничем не связано с содержанием) (не сохранился)
- 1916 — Дочь Анны Карениной («сенсационный фильм», рекламировавшийся как экранизация неизданного сценария, якобы записанного со слов Л. Н. Толстого; в действительности — вольная фантазия на тему о том, «какою бы была и как поступила в наши дни Анна Каренина») (сохранился не полностью: 1-я часть из 6)
- 1916 — Женщина, о которой не стоит говорить (бульварная драма о кровосмесительной любви сына к матери. Была запрещена к прокату в июне 1916 года (Совпадение названия картины с пьесой О. Уайльда сделано, вероятно, с целью дать выигрышное название картине.)) (не сохранился)
- 1916 — Иванов Павел(кинооперетта-феерия) (не сохранился)
- 1916 — На что способен мужчина (фарс о приключениях Икара, известного имитатора балерин; в картине дана имитация танцев Е. В. Гельцер, А. П. Павловой и др.) (не сохранился)
- 1916 — Сорок лет (нравоучительная драма на сюжет драматической легенда Л. Н. Толстого) (не сохранился)
- 1917 — Лик зверя (экранизация романа Ф. К. Сологуба «Звериный быт») (не сохранился)
- 1917 — Судите, люди (экранизация еврейского народного сказания по сюжету рассказа И.-Л. Переца «Разбитые скрижали») (не сохранился)
- 1917 — Хочу быть Ротшильдом (экранизация одноимённой повести Шолом-Алейхема) (не сохранился)
- 1918 — Кантонисты (драма из еврейской жизни на сюжет рассказа Г. И. Богрова «Пойманник») (не сохранился)
- 1918 — Кровавая шутка (не сохранился)
- 1918 — Лестница дьявола (психологическая драма в двух сериях) (не сохранился)
- 1918 — О попе Панкрате, тётке Домне и явленной иконе в Коломне (сохранился не полностью)
- 1918 — Сигнал (по рассказу В. М. Гаршина) (не сохранился)
- 1919 — Паразит
- 1919 — Четыре месяца у Деникина
- 1919 — Два мира
- 1920 — Первое мая
- 1921 — Жан Торот (Австрия)